# Rhipidia neglecta
Rhipidia neglecta är en tvåvingeart. Rhipidia neglecta ingår i släktet Rhipidia och familjen småharkrankar.

## Underarter
Arten delas in i följande underarter:
- R. n. neglecta
- R. n. subneglecta